# Endasys sheni
Endasys sheni är en stekelart som beskrevs av Mao-Ling Sheng 2000. Endasys sheni ingår i släktet Endasys och familjen brokparasitsteklar. Inga underarter finns listade i Catalogue of Life.